# Stepok, Andrușivka
Stepok (în ucraineană Степок) este localitatea de reședință a comunei Stepok din raionul Andrușivka, regiunea Jîtomîr, Ucraina.

## Demografie
Componența lingvistică a localității Stepok
     Ucraineană (98,53%)
     Rusă (1,47%)
Conform recensământului din 2001, majoritatea populației localității Stepok era vorbitoare de ucraineană (98,53%), existând în minoritate și vorbitori de rusă (1,47%).